# Tabriz Petrochemical Team/Saison 2013
Dieser Artikel listet Erfolge und Fahrer des Radsportteams Tabriz Petrochemical in der Saison 2013 auf.

## Erfolge in der UCI Asia Tour
| Datum          | Rennen                                        | Kat. | Sieger              |
| -------------- | --------------------------------------------- | ---- | ------------------- |
| 15. April      | 3. Etappe Le Tour de Filipinas                | 2.2  | Mehdi Sohrabi       |
| 16. April      | 4. Etappe Le Tour de Filipinas                | 2.2  | Ghader Mizbani      |
| 13.–16. April  | Gesamtwertung Le Tour de Filipinas            | 2.2  | Ghader Mizbani      |
| 26. Mai        | 5. Etappe Tour of Iran                        | 2.2  | Ghader Mizbani      |
| 22.–27. Mai    | Gesamtwertung Tour of Iran                    | 2.2  | Ghader Mizbani      |
| 2. Juni        | 1. Etappe Tour de Singkarak                   | 2.2  | Hossein Askari      |
| 6. Juni        | 5. Etappe Tour de Singkarak                   | 2.2  | Amir Kolahdozhagh   |
| 9. Juni        | 7. Etappe Tour de Singkarak                   | 2.2  | Mehdi Sohrabi       |
| 2.–9. Juni     | Gesamtwertung Tour de Singkarak               | 2.2  | Ghader Mizbani      |
| 23. Juni       | Iranische Meisterschaft – Straßenrennen       | CN   | Ghader Mizbani      |
| 23. Juni       | Iranische Meisterschaft – Straßenrennen (U23) | CN   | Amir Kolahdozhagh   |
| 9. Juli        | 3. Etappe Tour of Qinghai Lake                | 2.HC | Mirsamad Pourseyedi |
| 7.–20. Juli    | Gesamtwertung Tour of Qinghai Lake            | 2.HC | Mirsamad Pourseyedi |
| 19. August     | 2. Etappe Tour of Borneo                      | 2.2  | Mehdi Sohrabi       |
| 21. August     | 4. Etappe Tour of Borneo                      | 2.2  | Ghader Mizbani      |
| 22. August     | 5. Etappe Tour of Borneo                      | 2.2  | Mehdi Sohrabi       |
| 18.–22. August | Gesamtwertung Tour of Borneo                  | 2.2  | Ghader Mizbani      |
| 3. November    | 2. Etappe Banyuwangi Tour de Ijen             | 2.2  | Mirsamad Pourseyedi |
| 2.–5. November | Gesamtwertung Banyuwangi Tour de Ijen         | 2.2  | Mirsamad Pourseyedi |

## Abgänge – Zugänge
| Zugänge                     | Team 2012              | Abgänge                   | Team 2013                  |
| --------------------------- | ---------------------- | ------------------------- | -------------------------- |
| Mehdi Sohrabi               | Lotto Belisol Team     | Hossein Alīzādeh          | Amore & Vita               |
| Mirsamad Pourseyedi         | Azad University (2011) | Hamed Jannat              | Azad University Giant Team |
| Ali Akbar Abdolzadeh        | Neoprofi               | Behnam Khalilikhosroshahi | Azad University Giant Team |
| Yaser Asadnia               | Neoprofi               | Ramin Maleki              | Azad University Giant Team |
| Esmaeil Bagheri             | Neoprofi               | Hossein Jahabanian        | Unbekannt                  |
| Mohammadreza Eimanigoloujeh | Neoprofi               | Saeid Navidfar            | Unbekannt                  |
| Karim Khorrami              | Neoprofi               | Ali Nemati                | Unbekannt                  |

## Mannschaft
| Name                        | Geburtstag         | Nationalität |
| --------------------------- | ------------------ | ------------ |
| Ali Akbar Abdolzadeh        | 9. April 1973      | Iran         |
| Yaser Asadnia               | 10. August 1994    | Iran         |
| Alireza Asgharzadeh         | 11. Januar 1986    | Iran         |
| Hossein Askari              | 23. März 1975      | Iran         |
| Esmaeil Bagheri             | 22. Oktober 1994   | Iran         |
| Mohammadreza Eimanigoloujeh | 15. Juni 1993      | Iran         |
| Karim Khorrami              | 4. Juni 1991       | Iran         |
| Amir Kolahdozhagh           | 7. Januar 1993     | Iran         |
| Ghader Mizbani              | 6. Dezember 1975   | Iran         |
| Hossein Nateghi             | 8. Februar 1987    | Iran         |
| Mirsamad Pourseyedi         | 15. Oktober 1985   | Iran         |
| Saeid Safarzadeh            | 21. September 1985 | Iran         |
| Mehdi Sohrabi               | 12. Oktober 1981   | Iran         |